# Bubble and squeak

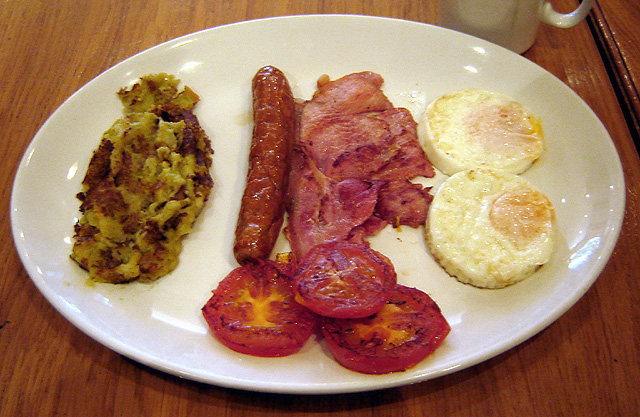
Una pequeña porción de "bubble and squeak" (izquierda) adornado con un "full English breakfast". (noviembre de 2005).

El bubble and squeak (a veces denominado más brevemente como bubble) es un plato tradicional de la cocina inglesa elaborado con verduras fritas procedentes de un Sunday roast. Los ingredientes principales son las patatas y la col, además de las zanahorias, habas, coles de bruselas, y cualquier otra verdura que se tenga a mano (no existe una receta definida para este plato). Se sirve tradicionalmente con carne fría procedente del Sunday roast, así como encurtidos. La carne de este plato tradicionalmente se ha frito en una sartén junto con las verduras, existiendo no obstante versiones vegetarianas. Las verduras picadas se dejan tostar ligeramente en la sartén de esta forma adquieren un color marrón característico.

## Similitudes
El "Bubble and squeak" es similar al Colcannon de la cocina irlandesa.
- Wikimedia Commons alberga una categoría multimedia sobre Bubble and squeak.

- Datos: Q573516
- Multimedia: Bubble and squeak / Q573516